# Coublanc (Saône-et-Loire)
Coublanc ist eine französische Gemeinde mit 839 Einwohnern (Stand: 1. Januar 2022) im Département Saône-et-Loire in der Region Bourgogne-Franche-Comté. Sie gehört zum Arrondissement Charolles und zum Kanton Chauffailles. Die Einwohner werden Coublandis genannt.

## Geographie
Coublanc liegt etwa 70 Kilometer nordwestlich von Lyon.
Die Gemeinde wird umgeben von Tancon im Norden, Saint-Igny-de-Roche im Nordosten, Écoche im Osten, Mars im Süden sowie Maizilly im Westen. 

## Bevölkerungsentwicklung
| 1962                      | 1968 | 1975 | 1982 | 1990 | 1999 | 2006 | 2011 | 2016 |
| 863                       | 747  | 779  | 880  | 882  | 898  | 896  | 885  | 843  |
| Quelle: Cassini und INSEE |      |      |      |      |      |      |      |      |

## Sehenswürdigkeiten
- Kirche Sainte-Madeleine, 1852 erbaut

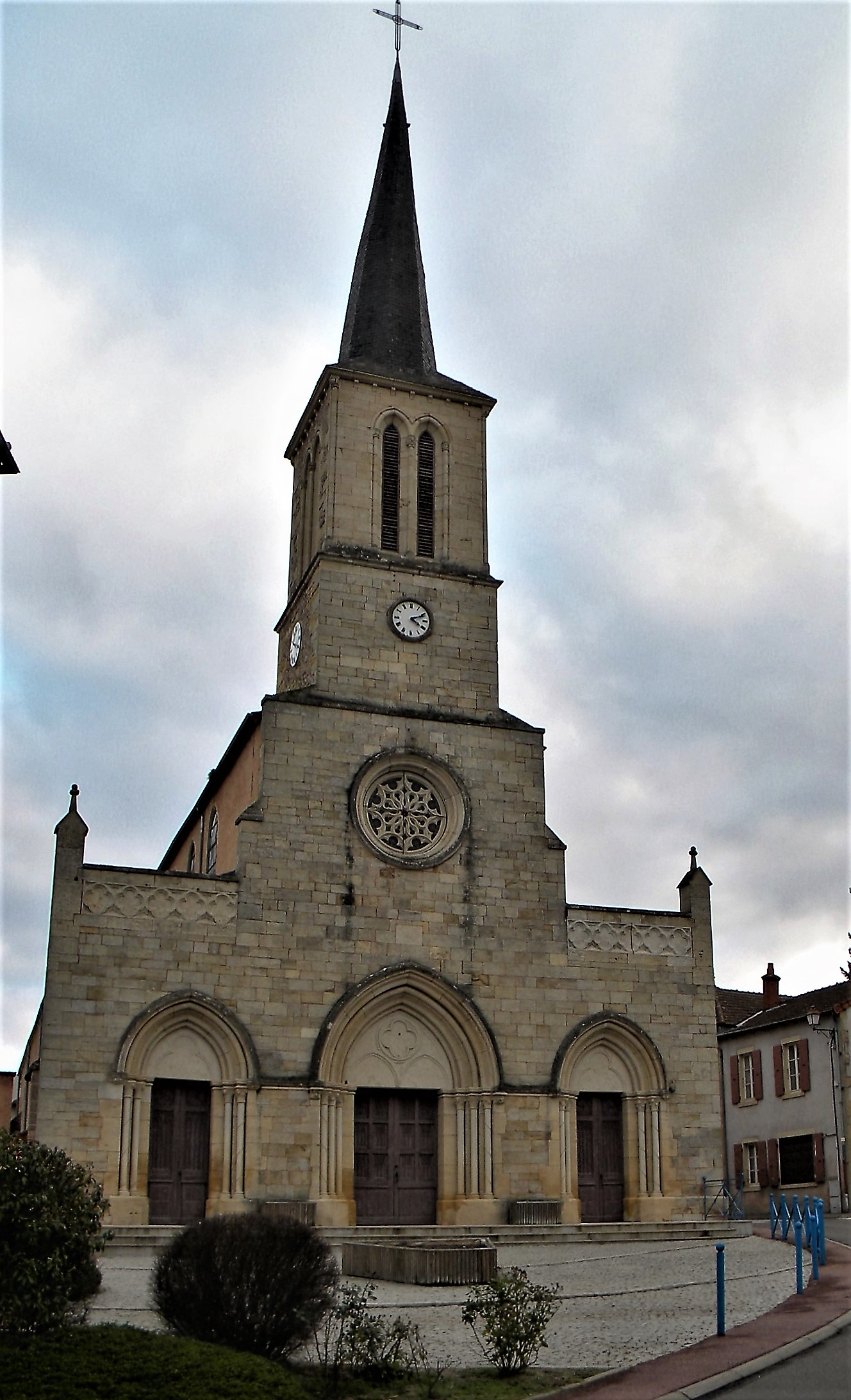
Kirche Sainte-Madeleine